# Via ferrata degli Alleghesi
La via ferrata degli Alleghesi è un itinerario impegnativo e di lunga durata che porta sulla cima del Monte Civetta, a 3 220 metri d'altezza. È considerata una delle vie ferrate più belle delle Dolomiti, se non altro per gli stupendi paesaggi che essa offre. Dalla cima, lo sguardo spazia dall'Adamello al Triglav.

## Accesso
Ci sono due possibilità di accesso alla ferrata:
- Come prima possibilità si può partire dalla località Palafavera (ampio parcheggio disponibile), salire al Rifugio Sonino al Coldai, percorrere il sentiero Tivan e arrivare all'attacco della ferrata nei pressi dello Schienàl del Bec.
- Una alternativa, più comoda per chi proviene da Sud, è quella di lasciare la macchina alla malga della Grava, raggiungibile attraverso una stretta e ripida stradina per 3/4 asfaltata, appena ad Ovest dell'abitato di Chiesa.

## La via ferrata
L'attacco della ferrata è posto a 2 350 metri di altezza e fin dai primi passaggi si intuisce il carattere della via, ben attrezzata ma con diversi tratti da fare senza possibilità di assicurazione, generalmente molto frequentata e con una visuale che mano a mano che si procede ricompensa lo sforzo fatto aprendosi infine in cima a 360° (Moiazza, Marmolada, Tofane, Pelmo le principali). Data la considerevole lunghezza della via (3 h circa con un grado medio di allenamento; 900 metri di dislivello dall'attacco) è consigliabile affrontarla solo con ottime condizioni meteorologiche nonché con il dovuto livello di preparazione fisica. Le difficoltà tecniche non sono eccessive ma i tratti non attrezzati, se pur alpinisticamente facili, richiedono comunque un passo fermo e una buona abitudine al terreno e all'ambiente roccioso in quota (no neofiti se non accompagnati). Il panorama offerto da questa vetta è davvero come pochi altri nelle Dolomiti.

## Discesa
Per la discesa si offrono due possibilità, giunti al rifugio Torrani (2 984 metri) in venti minuti circa, si scende ancora per qualche decina di metri fino ad un bivio che sulla destra conduce alla via ferrata Tissi mentre sulla sinistra ci immette lungo la via normale di discesa che non presenta particolari difficoltà eccetto qualche passaggio attrezzato in corrispondenza del cosiddetto "Passo del Tenente". Per la via ferrata Tissi è necessaria sicuramente una maggiore esperienza della Alleghesi, dunque evitare di arrischiarsi lungo di essa se si è alle prime armi, dato che vi sono tratti di roccia costantemente bagnati o esposti alla caduta di ghiaccio dalla parete sommitale.

## Altre ferrate nella zona
- Via ferrata Costantini
- Via ferrata Tissi